# Armata Siriană

Soldați din Armata Siriană care folosesc artileria la Al-Kom

Armata Siriană sau Armata Arabă Siriană (în arabă الجيش العربي السوري, al-Jayš al-ʿArabī as-Sūrī) este ramura forțelor terestre a Forțelor Armate Siriene. Este serviciul militar dominant al celor patru servicii în uniformă, controlând cele mai înalte posturi din forțele armate și are cel mai mare număr de militari, aproximativ 80 la sută din serviciile combinate. Armata Siriană își are originea în forțele militare locale formate de francezi după Primul Război Mondial, după ce Franța a obținut un mandat pentru Siria și Liban. A luat ființă oficial în 1945, înainte ca Siria să obțină independența deplină în anul următor.

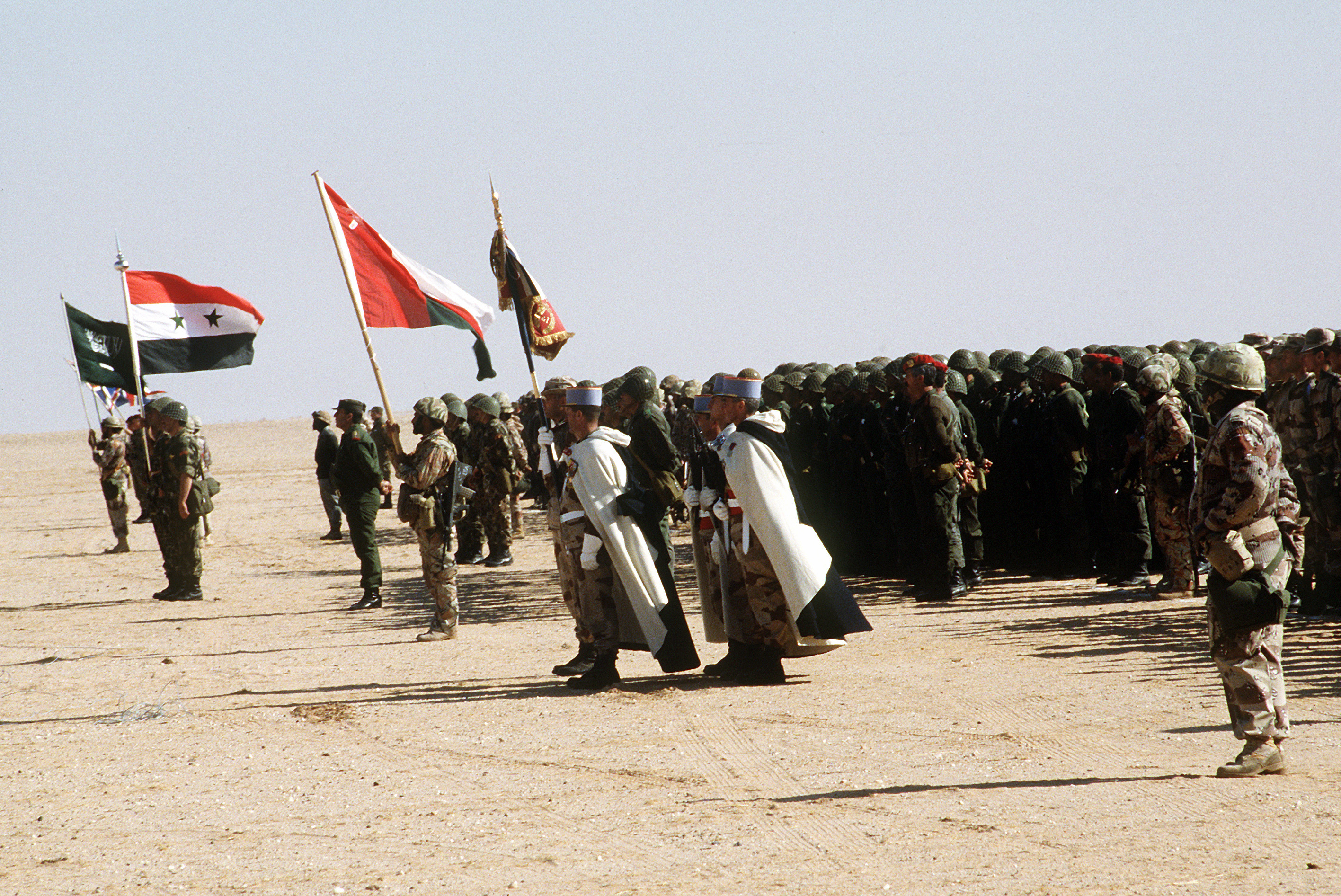
Trupe din Siria, Oman și alte națiuni aliate se adună pentru a fi examinate de către regele Fahd al Arabiei Saudite în timp ce iau parte la o adunare a forțelor coaliției internaționale unite (Războiul din Golf)

Din 1946, a avut un rol major în guvernarea Siriei, organizând șase lovituri de stat militare: două în 1949, inclusiv lovitura de stat siriană din martie 1949 și lovitura de stat din august 1949 a colonelului Sami al-Hinnawi și câte una în 1951 și 1954, 1963, 1966 și 1970. A purtat patru războaie cu Israelul (1948-1949, Războiul de șase zile din 1967, Războiul de Yom Kippur din 1973 și Războiul din Liban din 1982) și unul cu Iordania (Septembrie Negru în Iordania, 1970). O divizie blindată a fost, de asemenea, desfășurată în Arabia Saudită în 1990-1991 în timpul Războiului din Golf, dar a avut puține acțiuni. Din 1976 până în 2005 a fost pilonul major al ocupației siriene a Libanului. Pe plan intern, a jucat un rol major în suprimarea revoltei islamiste din 1979-1982 din Siria și, de la începutul anului 2011, a fost puternic implicată în Războiul Civil Sirian, cel mai violent și prelungit război la care a luat parte armata siriană de la înființarea sa în anii 1940.